# القرقبى (قفل شمر)

تعديل مصدري - تعديل

القرقبى هي إحدى قرى عزلة المخلاف بمديرية قفل شمر التابعة لمحافظة حجة، بلغ تعداد سكانها 57 نسمة حسب تعداد اليمن لعام 2004.